# SAKI (Mary's Blood)
SAKI（さき/ちゃっきー、1990年10月4日 - ）は、日本の女性ギタリスト、ソングライター。「AMAHIRU」のギタリスト。ヘヴィメタルバンド「Mary's Blood」「NEMOPHILA」の元ギタリスト。血液型はAB型。神奈川県出身。

## 経歴
- 中学生の時にクラシックギターを始め、高校一年生の時にNHKで放送された聖飢魔IIの恐怖の復活祭を観たことでロックに目覚め、エレキギターに転向する。その後、主に聖飢魔IIの曲を演奏するセッション等に積極的に参加するようになり、いくつかのコピーバンドを経て2009年11月にDESTROSEに加入した。
- 2010年7月から2011年5月にかけて、mixxとしてバンド活動。本人の意志とは異なるアイドル志向のバンドだった。この頃、フェルナンデスとエンドース契約を結んでいるが、提供されたギターはバンド解散時に事務所に置いたままとなっている。2011年8月より、ボーカロイドと生演奏を組み合わせたガールズバンドRe:MAKERのギタリストとしても活動（現在は活動休止）。2011年5月、SHOW-YA主催イベントNAONのYAONに出演。2011年、2012年とTokyoGuitarShowのレポーターを担当。2011年9月に山本恭司、大野祥之とともにギターイベントに出演。2012年6月よりギターレーダーにてショップレポートを担当している。
- 2015年からYOUNG GUITAR、ヘドバン、Go!Go! GUITARの3誌でコラム連載等を行っている。
- 2015年11月22日に幕張メッセで開催されたオズフェストに、ANIMETAL THE SECONDのサポートギタリストとして参加。
- 2016年4月6日に発売されたANIMETAL THE SECONDの2ndアルバム、「Blizzard of ANIMETAL THE SECOND」のレコーディングにも参加した。
- 2016年11月、インターネットプロレス放送局である「ニコプロ女性MCオーディション」に参加[2]。
- 2019年8月、むらたたむらと共にNEMOPHILAを結成[3]。
- 2020年11月、元ドラゴンフォースのフレデリク・ルクレールとのプロジェクトAMAHIRUでデビュー。アルバム『AMAHIRU』をリリース[4]。
- 2021年2月10日、デビュー10周年を記念して初のソロオリジナルインストゥルメンタル曲「BRIGHTNESS」が配信限定で各種の音楽配信サイトからリリースされた。同年4月には10周年記念CD+DVDをリリース。
- 2023年10月7日、L'Arc～en～Cielのtetsuya（ベース）が結成したラルクのコピーバンドLike～an～Angelのワンマンライブ『Like～an～Angel “PARALLEL WORLD 2023”』（東京・日比谷野外大音楽堂）にギタリストとして参加[5]。
- 2024年2月18日、NEMOPHILAのプロデュースを手掛けるNumero.8（岡ナオキ、秋山健介）や川口千里（ドラムス）、フレデリク・ルクレール（ベース、クリーター / 元ドラゴンフォース）が参加したインストゥルメンタル楽曲のソロシングル「GERMINANS（ジェルミナンス）」を配信リリース。ソロ名義のシングルは3年ぶりとなる[6]。また3月31日に方向性の違いよりNEMOPHILAを脱退[7]。同年4月より、本格的にソロアーティストとして、ジャンルの垣根を越えた音楽活動をしていくことを発表[8]。6月21日には、ソロ名義のEP『GERMINANS EP』を発売した[9]。

## 特徴
- 愛称のちゃっきーは自身がホラー映画のマニアであることから『チャイルド・プレイ』のチャッキーが由来となっている。
- 速弾きを得意としている。80年代ポップス、聖飢魔II、ホラー映画、プロレスを好む。
- Killer Guitarsの女性唯一のエンドーサー。

## ディスコグラフィ

### ソロ
配信楽曲
- BRIGHTNESS（2021年2月10日）
- GERMINANS（2024年2月18日）[6]

EP
- GERMINANS EP（2024年6月21日、DSZ-101（豪華盤）、DSZ-102（通常盤））※豪華盤のみ「BRIGHTNESS」「GERMINANS」のMVとメイキング映像、インタビュー映像を収録したBDが付属[9]。

### AMAHIRU
アルバム
- AMAHIRU（2020年11月27日、MUCX-8003（限定盤）、MUCX-1026（通常盤））

### Re:MAKER
ミニアルバム
- neo-invasion（2012年11月14日、REMK-0001）

### mixx
シングル
- あげぽよ☆レッツゴー!（2010年10月13日、YZXL-5025）
- Bye3（2010年10月13日、YZXL-5026）
- HEAVY METAL SWEETS（2011年1月12日、YZXL-5028）
- 小悪魔☆ララバイ（2011年6月8日、YZXL-5031）

アルバム
- mixx ～JAPANESE EDITION（2011年7月27日、YZXL-10024）

### ゲスト・サポート参加
XTEEN
- Eclipse（2018年4月25日、BMBC-10001）[10]
- ROMANTICIST（2018年10月31日、BMBC-10002）[11]
- THE NEW BLACK（2019年10月30日、BMBC-10003）[12]
- GLORIA（2022年2月25日、XAQCD-11001）[13]

YASHIRO
- Astraia（2017年5月10日、WLKR-027）- #2「Frozen Rose」に参加[14]。

ANIMETAL THE SECOND
- Blizzard of ANIMETAL THE SECOND（2016年4月6日、SRCL-9034）- #2「Fallen Angel」、#10「君が好きだと叫びたい」に参加[15]。

Zwei
- NEO MASQUE（2015年8月26日、FVCG-1348）- #2「H-A-R-D-E-R」、#3「STAR QUEEN -Action 2-」に参加。

## メディア出演

### テレビ番組
※はインターネット放送
- メタリッ娘倶楽部 (仮)（ニコニコ生放送※、2014年11月12日）[16]
- マツコの知らない世界（TBS、2021年7月6日）[17]

### ラジオ
- 真夜中のハーリー&レイス（アール・エフ・ラジオ日本、2014年9月9日）

### 舞台
- 魔界 - ヴァージニア役